# 新城街道 (太原市)
新城街道，是中华人民共和国山西省太原市尖草坪区下辖的一个乡镇级行政单位。

## 行政区划
新城街道下辖以下地区：
新城社区、东方社区、新城村、赵道峪村和东张村。